# 宾夕法尼亚级战列舰
宾夕法尼亚级战列舰（Pennsylvania-class）是美国建造的其中一型战列舰。有宾夕法尼亚号（BB-38）和亚利桑那号（BB-39）两条。  
美国海军1913年开工建造内华达级战列舰的改进型——宾夕法尼亚级战列舰。宾夕法尼亚级增加了主炮数量，采用四座三联装14英寸主炮的炮塔替换了内华达级的双联装主炮塔，使用12门14英寸口径火炮，相对同期日本的战列舰主炮布局，节约了重装甲防护面积。全新的动力系统，全面采用蒸汽轮机，是美国海军首批全部使用燃油锅炉的战列舰，但是航速提高有限。
1930年代宾夕法尼亚级进行中期改装，前后主桅改为三脚桅并增设桅楼，改良防护性能，撤去部分副炮改装高射炮。
1941年12月7日日本海军偷袭珍珠港时，宾夕法尼亚号是太平洋舰队的旗舰，因正在船坞中修理而未受到鱼雷攻击。而亚利桑纳号被1颗800公斤炸弹引燃水上機彈射器的黑火藥并引起舰艏弹药库发生大爆炸，迅速沉没，舰上共有1177人丧生。1962年美国政府在亚利桑纳号舰体水下原位建立了一个水上纪念馆。
1942年宾夕法尼亚号进行现代化改装，拆除后主桅，改建舰桥，撤去全部旧式副炮，改装高平兩用砲。1943年之后至1945年在进攻日本的作战中，宾夕法尼亚号参加了历次两栖登陆作战，成为美国海军战功卓著的战舰。战后1946年作为靶舰参加比基尼岛原子弹实验，虽然没被炸沉，但受到严重放射性污染，最后在夸贾林环礁外海凿沉。

## 性能数据
- 标准排水量：32,440吨／34,400吨（1941年）；满载排水量：39,224吨（1941年）／40,605吨（1945年）
- 舰长185.3米，舰宽29.6米（现代化改装后32.4米），吃水10.2米（最大）
- 主机输出功率31,500马力（现代化改装后35,200马力）
- 最大航速：21节；续航力：6070海里/12节（现代化改装后7310海里/18节）
- 武备：12门356毫米/45倍口径主炮；22座127毫米口径副炮（第一次改装拆除14座）；宾夕法尼亚号1943年改装127毫米口径高平炮（8×2），40毫米高射炮40门，20毫米高射炮49门
- 装甲：侧舷水线最大13.5英寸；炮塔正面18英寸，侧面9英寸；司令塔最大16英寸
- 舰员：设计编制915人（1945年编制1300人）